# TV Centre
TV Centre (russe : ТВ Центр, TV Tsentr) est une chaîne de télévision russe appartenant à la municipalité de Moscou. Fondée en 1997, sa programmation est à l'origine essentiellement centrée sur l'actualité de Moscou et de son oblast. Elle compte désormais parmi les principales chaînes de télévision du pays et est retransmise par voie hertzienne, par câble et par satellite dans près de 500 villes et 79 régions de la fédération de Russie.
Une version internationale de la chaîne baptisée TV Centre International est également diffusée par satellite en Europe.
La chaîne cible essentiellement un public âgé de 40 ans et plus. En 2006, la chaîne s'est lancée dans une campagne visant à élargir son audience à une population plus jeune, sans toutefois s'écarter réellement de sa ligne éditoriale.
Ses programmes sont essentiellement fondés sur l'information, le sport et le divertissement. Une large part de l'antenne est consacrée à l'information locale (ville et oblast de Moscou). Étant la propriété de la municipalité de Moscou, les reportages et les émissions de la chaîne reflètent généralement les positions officielles de cette administration. Depuis 2012, Ioulia Bystritskaïa en est la directrice générale, succédant à Alexandre Ponomariov.
Une déclinaison internationale de la chaîne a été lancée en 2005 à destination de la diaspora russe et ex-soviétique en Europe. Depuis le 3 juin 2022, cette déclinaison de la chaîne est interdite d'antenne dans toute l'Union européenne à cause de l'intervention russe en Ukraine. Le 4 juin 2022, la chaîne est débranchée des satellites «Hot Bird 13C» et «Eutelsat 9B».

## Source
- (es) Cet article est partiellement ou en totalité issu de l’article de Wikipédia en espagnol intitulé « TV Center » (voir la liste des auteurs).